# Olympia Snowe
Olympia Jean Snowe-Bouchles (Augusta (Maine), 21 februari 1947) is een Amerikaanse politica van de Republikeinse Partij. Ze was senator voor de staat Maine van 1995 tot 2013, daarvoor was ze Afgevaardigde voor het 2e district van Maine.

## Levensloop
Snowe werd geboren als de dochter van Griekse emigranten. Haar moeder overleed aan borstkanker toen zij acht was en haar vader een jaar later aan hartproblemen. Ze groeide op bij een oom en tante in Maine. Binnen een paar jaar zou ook haar oom overlijden.
Snowe werd naar de St. Basil’s Academy in Garrison, New York gestuurd, waar ze tot haar dertiende verbleef. Na de middelbare school studeerde ze aan de Universiteit van Maine waar ze in 1969 de studie politicologie afrondde. Kort na haar afstuderen trouwde ze met Peter Snowe. In 1973 kwam deze echter om bij een auto-ongeluk.
In februari 1989 hertrouwde Snowe met John McKernan, de toenmalige gouverneur van de staat Maine, en voormalig lid van het Huis van Afgevaardigden. Daar hadden zij elkaar ook leren kennen.

## Politieke carrière
Op aandringen van familieleden en vrienden stelde Snowe zich in 1972 verkiesbaar voor het Huis van Afgevaardigden van de staat Maine. Ze werd op 26-jarige leeftijd gekozen. In 1979 werd Snowe gekozen in het federale Huis van Afgevaardigden.
In 1994 werd Snowe gekozen in de senaat. Tijdens het impeachment tegen toenmalig president Bill Clinton was zij een van de belangrijkste spreekbuizen van het Republikeinse kamp. Uiteindelijk zou zij wel tegen een motie die opriep tot het aftreden van Clinton stemmen.
Snowe neemt in de Senaat vaak een onafhankelijke positie in. Zij is voor de legalisering van abortus en het vastleggen van de rechten van homo's. Op onderwerpen als het toestaan van drugs, reizen naar Cuba, overheidsinmenging in mediazaken en vlagverbranding, neemt zij een meer conservatief standpunt in. Op defensiegebied wordt zij gezien als een havik. Zij steunde zowel president Bill Clinton bij zijn inmenging in Kosovo, als president George W. Bush bij de oorlogen in Afghanistan en Irak, alhoewel ze inmiddels kritischer staat ten opzichte van dit laatste conflict.
Ze was tegenstander van de belastingverlagingen van president George W. Bush, en een sterk pleitbezorger voor betere maatregelen voor milieubescherming. Na het schietincident op Columbine High School ‘bekeerde’ Snowe zich en werd pleitbezorger van een (beperkte) wapencontrole.
Op 23 mei 2005 was Snowe een van de veertien senatoren, ook bekend als de Bende van 14, die een compromis sloten over het gebruik van een filibuster bij gerechtelijke benoemingen. De Democratische senatoren John Kerry en Edward Kennedy probeerden een stemming over de benoeming van een aantal rechters, voor onder andere het Hooggerechtshof, te voorkomen door een filibuster in te zetten. Deze procedurele zet vereist 41 stemmen tegen het sluiten van het debat en wordt vaak ingezet om te voorkomen dat een wet waarvoor er wel een gewone meerderheid is, te blokkeren. De Republikeinen hadden echter al in mei gedreigd om de nuclear option in te zetten, waardoor ze de Democraten de mogelijkheid zouden ontnemen om de filibuster in te zetten.
Een confrontatie daarover werd echter voorkomen door een compromis tussen 14 senatoren, waarin zeven Democraten beloofden de filibuster slechts in buitengewone omstandigheden in te zetten, en zeven Republikeinen beloofden tegen de nuclear option te stemmen.
In 2008 steunde ze John McCain in zijn strijd om het presidentschap. In de Senaat steunde ze de Troubled Asset Relief Program van president Obama. Ze stemde wel tegen zijn plannen voor hervorming van de gezondheidszorg.
Snowe was een gematigd Republikein en staat bekend om de invloed die zij uitoefent bij close votes en filibusters. Daarom wordt zij door velen gezien als een van de invloedrijkste senatoren. In 2006 werd zij met 74% van de stemmen herkozen. Een percentage dat alleen door senator Richard Lugar werd gehaald. In 2012 bij het aflopen van haar termijn stelde zij zich niet verkiesbaar. Zij gaf aan dat de belangrijkste reden daarvoor een disfunctionerend Congres was vanwege de grote verdeeldheid tussen Democraten en Republikeinen.
- Gemeinsame Normdatei: 1180778642
- International Standard Name Identifier: 0000 0003 7423 6836
- Library of Congress Control Number: n99037269
- Nationale Bibliotheek van Tsjechië: mzk2005279218
- Nationale Bibliotheek van Israël: 987007363300805171
- SNAC: w6b01xt7
- Biographical Directory of the United States Congress: S000663
- Virtual International Authority File: 55944065
- WorldCat: E39PBJbWrQmTg9RcFQcMMgv4MP